# Metaphire longa
Metaphire longa (ursprüngliche Kombination Perichaeta longa, häufiges Synonym Pheretima longa) ist eine Art von Wenigborstern aus der Familie der Megascolecidae (Riesenregenwürmer) in der Ordnung der Crassiclitellata (Regenwürmer im weiteren Sinne), die insbesondere auf den Inseln Jawa und Sumatera verbreitet ist und eine Länge von 37 cm erreicht.

## Merkmale
Der zylindrische, längliche Körper Metaphire longa wird etwa 37 cm lang und 1 cm dick, wobei ausgewachsene Tiere rund 132 ringförmige Segmente haben. Wie generell in der Gattung Metaphire umfasst das ringförmige Clitellum drei Segmente vom 14. bis zum 16. Segment. Ab der Furche zwischen dem 13. und 14. Segment sitzt am Hinterrand jeder Furche bis zur vorletzten eine Dorsalpore. Um die einzelnen Segmente mit Ausnahme derjenigen des Clitellums verläuft jeweils ein Ring mit zahlreichen, am 20. Segment 60 Borsten, was deutlich weniger als bei der sehr ähnlichen Art Metaphire musica ist. Zudem ist Metaphire longa kleiner und blasser gefärbt als Metaphire musica.
Die Segmentscheidewände 4/5, 5/6, 6/7, 11/12, 12/13 und 13/14 sind verdickt, 7/8 ist dagegen dünn, während 8/9 und 9/10 ganz fehlen.
Im 8., 9. und 10. Segment befindet sich ein Kaumagen. Am Anfang des 15. Segments geht der enge Oesophagus in den weiten Mitteldarm über, an dem sich im 26. Segment ein Paar einfacher, langer Blindsäcke befindet, die beide nach vorn bis zum 23. Segment reichen. Das geschlossene Blutgefäßsystem weist im 11., 12. und 13. Segment jeweils ein Paar Lateralherzen auf.
An der Bauchseite des Zwitters sitzt am 14. Segment zwischen den Borsten mittig eine einzelne weibliche Geschlechtsöffnung und am 18. Segment in der Mitte zweier kreisrunder, drüsiger Höfe ein Paar lochförmiger (und nicht wie bei Metaphire musica schlitzförmiger) männlicher Geschlechtsöffnungen mit gekerbtem Rand, zwischen den rund 16 Borsten stehen. Die beiden großen, traubigen Prostatadrüsen reichen vom 17. bis zum 19. Segment und münden, muskulöse Gänge im 18. Segment nach außen. Die bündelartigen Eierstöcke sind als ein Paar im 14. Segment an der Hinterseite der 13. Scheidewand aufgehängt. Im 8. und 9. Segment liegen zwei Paar Receptacula seminis, die aus einer großen Ampulle und einem langen, gewundenen Schlauch bestehen und in den Falten zwischen dem 7. und 8. Segment sowie dem 8. und 9. Segment nach außen münden.

## Verbreitung, Lebensraum und Lebensweise
Metaphire longa ist in Bergwäldern im Westen der indonesischen Insel Jawa und auf Sumatera heimisch und ernährt sich von zerfallendem Pflanzenmaterial.
Die im mittleren und östlichen Jawa sowie auf Flores heimische Metaphire musica ist eine sehr ähnliche Art, die wie Metaphire longa auf Indonesisch auch als cacing sonari bezeichnet wird.